# Xã West Finley, Quận Washington, Pennsylvania
Xã West Finley (tiếng Anh: West Finley Township) là một xã thuộc quận Washington, tiểu bang Pennsylvania, Hoa Kỳ. Năm 2010, dân số của xã này là 878 người.